# برنده تنهاست
برنده تنهاست نام یک رمان اثر پائولو کوئلیو نویسنده مشهور برزیلی، با ترجمه آرش حجازی است. این کتاب برای بار اول در سال ۱۳۸۷ انتشار یافت.

## خلاصهٔ داستان
این رمان که بیشتر فضایی جنایی دارد، مراقبه‌ای ژرف و دقیق بر مفاهیمی چون قدرت شخصی و رؤیاهای معصومانه‌ای در دنیای سینما و مد و شهرت است.
ایگور، کارآفرین موفق روس، تصمیم می‌گیرد عشق ازدست‌رفته‌اش را بازبیابد: همسر سابقش، اِوا. ایگور که تصور می‌کند زندگی‌اش با اوا از پشتوانه‌ای آسمانی و مقدس برخوردار است زمانی به همسر سابقش گفته بود برای آنکه او را بازگرداند جهان‌های زیادی را نابود خواهد کرد. نزاع میان نیروی پلید این شخص و جامعه سر می‌گیرد و همان‌طور که داستان رمان پیش می‌رود مفهوم اخلاق واکاوی می‌شود.
در پشت صحنهٔ این اَعمال بیمارگونه تهیه‌کننده‌های سینما و هنرپیشه‌های مشهور و افراد شهیرِ روبه‌زوال و مدل‌ها و طراحان برجستهٔ دنیای مد حضور دارند که چهرهٔ مخدوش «اَبَرطبقه» را به تصویر می‌کشند؛ طبقهٔ برگزیده‌ترین برگزیده‌ها، یعنی همان کسانی که روش زندگی مردم را در جهان تعیین می‌کنند. پائولو کوئلیو با تشریح زندگی این شخصیت‌ها - که غالباً الهام‌گرفته از شخصیت‌های واقعی هستند - رمانی خلق کرده که هم گواهی بر زوال ارزش‌های معنوی در جهان امروز است و هم خواننده را با تعلیق‌ها و هیجان‌های بسیار چنان مسحور می‌کند که نمی‌تواند از ورق‌زدن صفحات خودداری کند.